# ビクター夢のスタジオ
『ビクター夢のスタジオ』（ビクターゆめのスタジオ）は、1965年10月1日から1966年4月29日までTBS系列局で放送されていたTBS製作の音楽バラエティ番組である。日本ビクター（現・JVCケンウッド）の協賛番組で、正式名称は『ゴールデン・ショー ビクター夢のスタジオ』。放送時間は毎週金曜 19:30 - 20:00 （日本標準時）。

## 概要
当時流行していたレコード会社協賛番組の1つで、ビクター専属の歌手たちが出演していた。番組は単なる歌の披露のみに終始せず、歌手の持ち味を生かしたコント・かくし芸・持ち歌の交換企画なども行っていた。司会は久保浩と小川知子が務めていた。